# Blohm & Voss BV 141
O Blohm & Voss BV 141 foi uma aeronave alemã durante a Segunda Guerra Mundial, desenhada para realizar missões tácticas de reconhecimento aéreo e bombardeamento ligeiro para a Luftwaffe. O  BV 141 tornou-se notável pelo seu design pouco convencional e assimetria estrutural. Embora o avião tenha revelado boa performance, nunca foi ordenado que o avião entrasse em produção em massa, devido ao facto de o motor estar disponível em pouca quantidade e por haver outras aeronaves de reconhecimento disponíveis, como o Focke-Wulf Fw 189.